# Dan Craven
Dan Craven (Otjiwarongo, 1 de febrer de 1983) és un ciclista namibià, professional des del 2009 i actualment a l'equip Israel Cycling Academy. En el seu palmarès destaca la victòria a l'UCI Àfrica Tour de 2009, com també un Campionat d'Àfrica en ruta.

## Palmarès
- 2005
  -  Campió de Namíbia en ruta
- 2006
  -  Campió de Namíbia en ruta
- 2007
  - 1r a la Nedbank Cycle Classic
- 2008
  - Campió d'Àfrica en ruta
  -  Campió de Namíbia en ruta
  - 1r a la Nedbank Cycle Classic
  - 1r al Gran Premi Cristal Energie
- 2009
  - 1r a l'UCI Àfrica Tour
- 2010
  - Vencedor d'una etapa de la FBD Insurance Rás
  - Vencedor d'una etapa de la Tobago Cycling Classic
  - Vencedor d'una etapa del Tour de Ruanda
- 2011
  - 1r a la Nedbank Cycle Classic
  - Vencedor d'una etapa de la Volta a Lleó
- 2014
  - 1r al Tour del Camerun
- 2015
  -  Campió de Namíbia en ruta
- 2016
  -  Campió de Namíbia en ruta
- 2018
  - 1r al Tour del Senegal i vencedor d'una etapa

### Resultats a la Volta a Espanya
- 2014. 140è de la classificació general